# Кос, Гоймир Антон
Антон Гоймир Кос (словен. Gojmir Anton Kos; 24 января 1896, Горишка (ныне Словения) — 22 мая 1970, Любляна, СФРЮ) — словенский и югославский художник. Педагог, профессор Академии изобразительного искусства при Люблянском университете. Член Словенской академии наук и искусств (с 1949).

## Биография

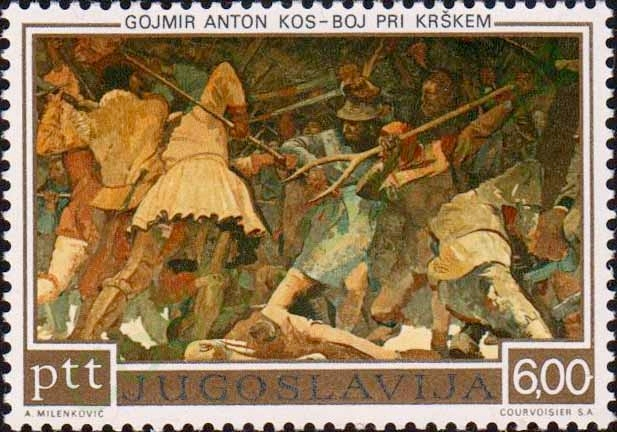
Картина «Битва при Крске» Антона Гоймира Коса на марке Югославии. 1973 г.

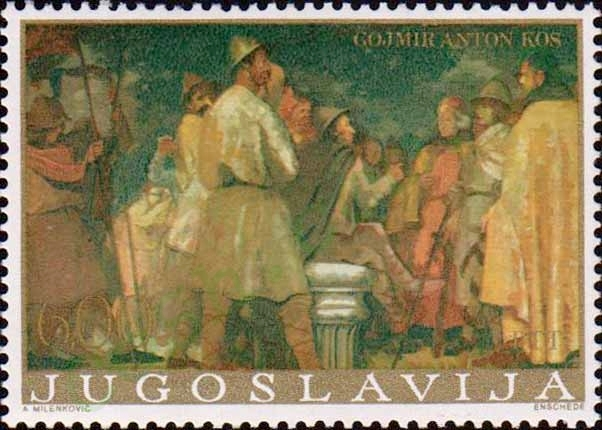
Картина «Низвержение князя» Антона Гоймира Коса на марке Югославии. 1976 г.

Сын историка. Обучался в Академии изящных искусств в Вене. Из-за распада Австро-Венгрии, окончил учёбу в Загребском училище искусств и ремёсел (ныне Загребский университет).
В 1924 поселился в Любляне, работал учителем рисования в школах. С 1948 до весны 1949 года руководил Музеем современного искусства в Любляне.
После окончания войны до ухода на пенсию в 1962 году был профессором Академии изобразительного искусства при Люблянском университете.

## Творчество
Начинал как художник-реалист. Позже творил в манере экспрессионизма.
Антон Гоймир Кос — художник-пейзажист. Кроме того, он автор ряда портретов, монументальных полотен из истории словенского народа (ими украшен президентский дворец), образных композиций и натюрмортов.
Он был также страстным фотографом и организатором первой фотовыставки в Любляне.